# Thập niên 800 TCN
Thập niên 800 TCN hay thập kỷ 800 TCN chỉ đến những năm từ 800 TCN đến 809 TCN.

## Sự kiện
807 TCN, Bá Ngự , con trai của Quát đã hợp lực với người dân của Lỗ giết Lỗ Ý công , và Bá Ngự được người dân bầu làm Lỗ quân.
806 TCN, Trịnh Hoàn công được Chu Tuyên vương phong cho đất Trịnh (nằm ở phía đông bắc huyện Hoa An, tỉnh Thiểm Tây ), và nước Trịnh được thành lập.
805 TCN, Adad-Nirari III của Assyria băng qua sông Euphrates , đánh bại và phế truất vua của Arpad ở miền bắc Syria . Ông chiếm giữ Hazâzu (A'zaz, phía tây bắc Aleppo ) sau đó đến Địa Trung Hải và nhận được cống nạp từ người Phoenicia .
804 TCN— Adad-nirari III của Assyria chinh phục Damascus .
800 TCN— Thời kỳ Hắc ám của Hy Lạp kết thúc.
800 TCN— Thời kỳ cổ xưa ở Hy Lạp bắt đầu. (Nó kết thúc vào năm 480 trước Công nguyên với cuộc xâm lược của Xerxes.)
800 TCN - Upanishad được sáng tác.
800 TCN– 700 TCN — Thời kỳ tiền Etruscan ở Ý .
Nền văn minh Etruscan .
Người Olmecs xây kim tự tháp . 
808 TCN Vương quốc Macedon bắt đầu với vị vua đầu tiên Caranas I .

## Sinh
805 TCN: Tấn Văn hầu
802 TCN: Khúc Ốc Hoàn thúc

## Mất
804 TCN: Tề Văn công(ông ngoại của Tấn Văn hầu và Khúc Ốc Hoàn Thúc) , Jehoahaz (Israel) , 
Pedubastis I(Ai Cập)
801 TCN: Tống Huệ công
800 TCN: Hùng Huấn